# Maderuelo (kommunhuvudort)
Maderuelo är en kommunhuvudort i Spanien.   Den ligger i provinsen Provincia de Segovia och regionen Kastilien och Leon, i den centrala delen av landet, 120 km norr om huvudstaden Madrid. Maderuelo ligger 958 meter över havet och antalet invånare är 141.
Terrängen runt Maderuelo är platt åt sydost, men åt nordväst är den kuperad. Runt Maderuelo är det mycket glesbefolkat, med 5 invånare per kvadratkilometer. Närmaste större samhälle är Ayllón, 14,3 km sydost om Maderuelo. Trakten runt Maderuelo består till största delen av jordbruksmark.